# Oxalis libertatis
Oxalis libertatis är en harsyreväxtart som beskrevs av A. Lourteig. Oxalis libertatis ingår i släktet oxalisar, och familjen harsyreväxter. Inga underarter finns listade i Catalogue of Life.